# Anatololacerta danfordi
Espèce
Synonymes
- Zootoca danfordi Günther, 1876
- Lacerta danfordi (Günther, 1876)
- Lacerta danfordi bileki Eiselt & Schmidtler, 1986
- Anatololacerta danfordi bileki (Eiselt & Schmidtler, 1986)
- Lacerta danfordi ibrahimi Eiselt & Schmidtler, 1986
- Lacerta oertzeni ibrahimi Eiselt & Schmidtler, 1986
- Anatololacerta oertzeni ibrahimi (Eiselt & Schmidtler, 1986)

Statut de conservation UICN

 LC  : Préoccupation mineure
Anatololacerta danfordi est une espèce de sauriens de la famille des Lacertidae.

## Répartition
Cette espèce est endémique du Sud de la Turquie.

## Description
Dans sa description Günther indique que le plus grand des spécimens en sa possession mesure environ 75 mm sans la queue. Son dos, recouvert de petites granules rondes, est vert olive avec des taches noires, celles-ci étant plus nombreuses sur ses flancs, sa tête et sa gorge et étant clairsemées sur le dos et l'abdomen.
Cette espèce terrestre vie dans des zones rocheuses ou boisées. Les femelles pondent de 3 à 8 œufs.

## Taxinomie
Les sous-espèces Anatololacerta danfordi pelasgiana et Anatololacerta danfordi anatolica ont été élevées au rang d'espèce. Anatololacerta danfordi oertzeni est considérée comme un synonyme de Anatololacerta anatolica après avoir été considérée comme une espèce valide.
Les sous-espèces Anatololacerta danfordi bileki et Lacerta danfordi ibrahimi ont été placées en synonymie avec Anatololacerta danfordi par Bellati, Carranza, Garcia-Porta, Fasola et Sindaco en 2014 et les sous-espèces Anatololacerta danfordi quanttaylori et Anatololacerta danfordi pentanisiensis avec Anatololacerta pelasgiana.

## Étymologie
Cette espèce est nommée en l'honneur de Charles George Danford (1843–1928) qui a capturé plusieurs spécimens à une altitude d'environ 1 300 m.

## Publication originale
- Günther, 1876 : Description of a new species of lizard from Asia Minor. Proceedings of the Zoological Society of London, vol. 1876, p. 818 (texte intégral).